# David Khöll

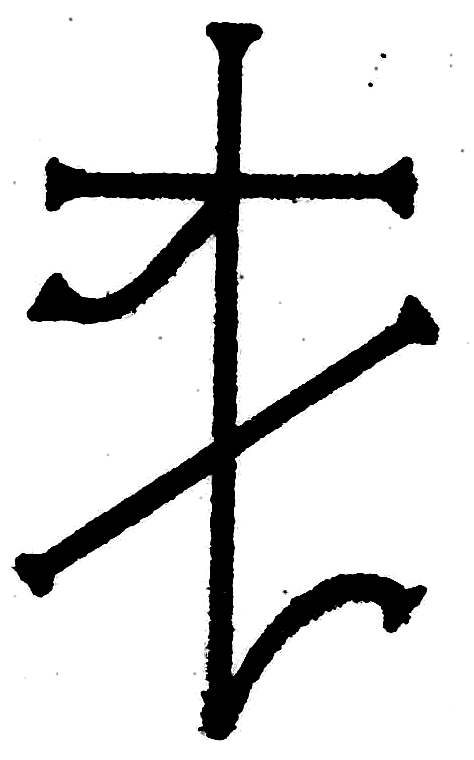
Steinmetzzeichen David Khöll

David Khöll (* 1652; † 28. Juli 1683 in Wien) war kaiserlicher Hof-Steinmetzmeister und 1682 Obervorsteher der Wiener Bauhütte.

## Leben
David wurde in eine Steinmetzfamilie geboren, der Vater Bartholomäus Khöll war kaiserlicher Hofsteinmetzmeister, die Mutter Christine, Tochter des Simon Unger, einst Steinmetz und Dombaumeister zu St. Stephan.
Die Mutter starb am 21. Juli 1661 mit 29 Jahren. In ihrem Testament vermachte sie ihren drei Kindern, David, Maria und dem einjährigen Michael an barem Geld je 150 Gulden sambt einem silbern kändl auf die zier vergoldt. Einer der Testamentszeugen war Adam Haresleben, derzeit Dombaumeister.
Der Vater heiratete wieder, er verfasste sein Testament am 19. Februar 1664, tags darauf starb er mit 50 Jahren. Die Witwe verehelichte sich dem Steinmetzmeister Urban Illmayr, der das Gewerbe 1665 übernahm und weiterführte. David und seine Geschwister waren Vollwaisen geworden, ihr Lebensunterhalt durch das elterliche Erbe gesichert.

## Der Stiefvater als Lehrmeister
Der Stiefvater Urban Illmayr nahm David als Lehrling auf und sprach ihn am 5. Juli 1671 vor offener Lade zum Gesellen und Bruder frei. Am 6. Februar 1676 hielt er vor dem Handwerk um das Meisterstück an. Dies wurde ihm am 11. Februar 1676 durch den Oberzechmeister Urban Illmayr aufgegeben. Schon am 30. April 1676 wies er es dem Handwerk vor, wurde aber infolge der gefundenen Mängel mit 12 Reichstalern bestraft.

## Hauseigentümer in Wien
Der junge Meister David Khöll übernahm das Handwerk von Meister Franz Hieß, dessen kunstreiches Epitaph sich an der Westfassade des Stephansdomes befindet. Durch seine Steuerzahlungen von 1677 bis 1683 ist er als wohlhabender Hauseigentümer zu erkennen. Er war Hausbesitzer im Kärntnerviertel und Eigentümer einer größeren Steinmetzhütte im Wibmerviertel. Das Haus selbst befand sich in der Krueggasse. Es war von 1677 bis 1682 sein Eigentum, wurde 1683 von seinen Erben übernommen. Der Platz vor seinem Haus wurde der „Steinmetzplatz“ genannt. (1858 wurde dieses Haus demoliert)
Das zweite, kleinere Häuschen oder Hütte in der Kärntnerstraße 1033, erwarben Khöll und Frau Helena 1679. Aus einer ehemaligen Wachtstube, die beim alten Kärntnertor lag, wurde eine Steinmetzhütte eingerichtet und darauf ein Haus errichtet. Laut Testament wurde diese Hütte seinem Bruder, dem Steinmetzmeister Michael Khöll, bei der Eröffnung des Testamentes am 28. September 1683 zugesprochen.
Dass David Khöll ein wohlhabender Meister gewesen war, stellte bereits sein berühmter Zeitgenosse Abraham a Santa Clara fest. Als dieser einmal des Mittags bei ihm speiste, soll er das geflügelte Wort gebraucht haben: Beatus vir, qui habet multum Silbergeschirr!

## Obervorsteher
Am 20. Jänner 1682 gab David Khöll als Oberzechmeister dem Bartholomäus Glimpfinger die Meisterstücke auf, diese wurden am 11. Mai 1682 bei ihm vorgewiesen.

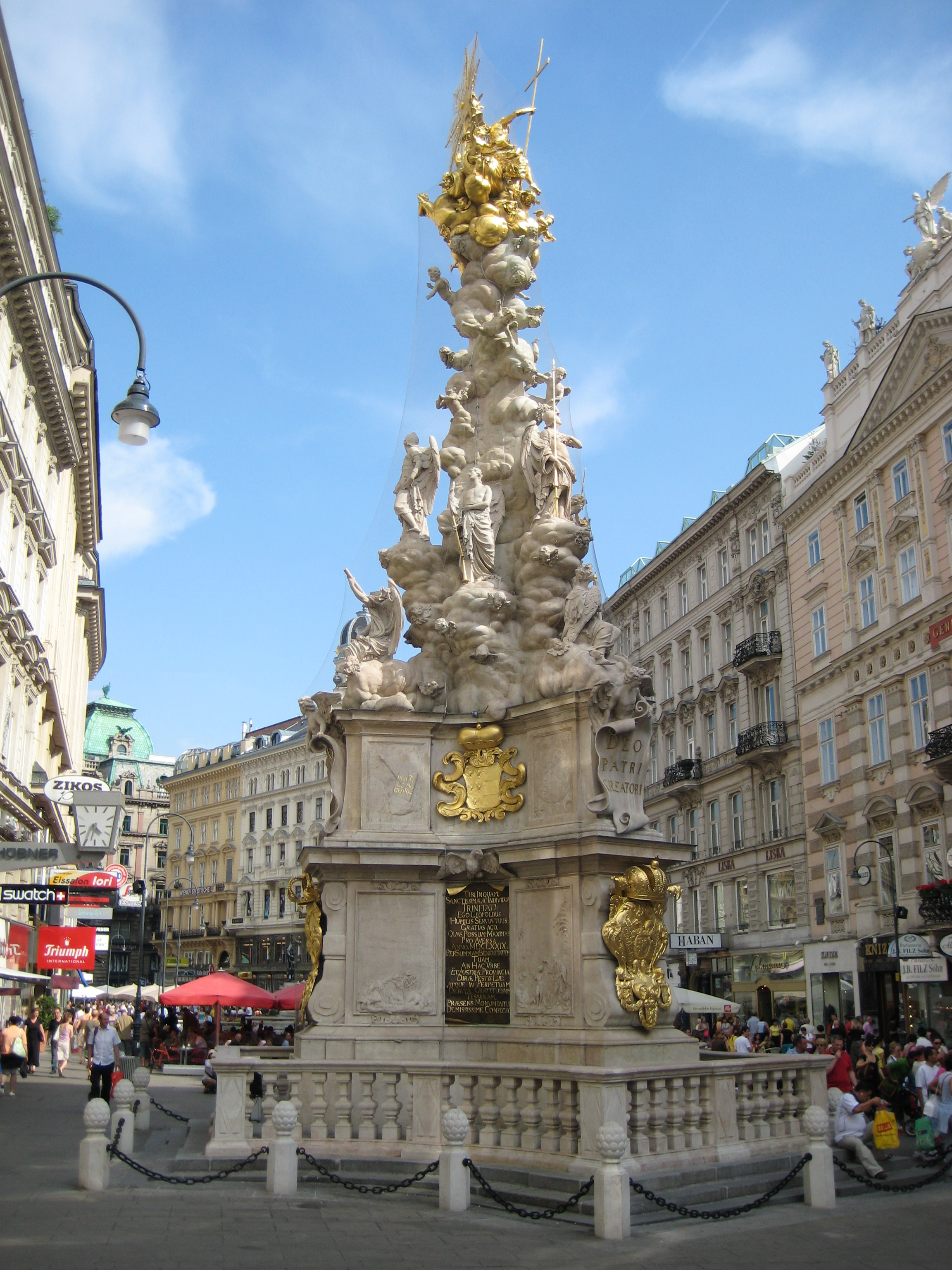
Pestsäule

## Die Pestsäule auf dem Graben in Wien
Die Pestsäule auf dem Graben wurde anlässlich einer Pestepidemie am 10. Oktober 1679 von Kaiser Leopold I. als marmornes Denkmal in Auftrag gegeben. Meister Khöll konnte lediglich die Anfänge miterleben. Im August 1681 wurde ein Passbrief für Steinlieferungen aus Salzburg ausgestellt. Bildhauer Mathias Rauchmiller schuf daraus zwei stehende und einen sitzenden Engel. Das runde Geländer und die Balustraden gestaltete David Khöll zusammen mit Veith Steinböck.
Am 30. Mai 1683 nahm er den Lehrling Mathias Hordung auf, infolge seines Ablebens am 26. September 1683 dem Meister Veith Steinböck zugesprochen.

## Tod
Im Totenprotokoll ist zu lesen: ... den 28. July 1683, der David Khöll bürger und stainmetz in sein hauß in der Kruegerstraße ist an gall und wassersucht verstorben, 31 jahr. David Khöll verfügte im Testament ... so ich ohne Leibeserben sterbe ... meinem lieben Bruder Michael Khöll, Steinmetzgeselle, meine Steinmetzhütten oder Werkstatt nächsten bey dem alten Kärtnertor gelegen, samt dem Steinmetz-Werkzeug und 100 Rt und Steine dazu, ... sambt einer silber kandl, in und außwendig vergoldet, welche ich von unsern vatter sel. ererbt habe ... Seine Testamentszeugen waren der kaiserliche Hofbildhauer Johann Frühwirth und der Maler Christoph Werner.

## Archivalien
- Wiener Stadt- und Landesarchiv: Steuerakten, Steinmetzakten, Ereignisprotokolle.